# Yazz
Yazz (właśc. Yasmina Evans, ur. 19 maja 1960) – brytyjska wokalistka. Piosenka The only Way Is Up znalazła się w roku 1988 na pierwszym miejscu brytyjskiej listy przebojów. 

## Dyskografia

### Albumy
| Rok  | Album               | UK  | AUS |
| ---- | ------------------- | --- | --- |
| 1988 | Wanted              | 3   | 43  |
| 1989 | The Wanted Remixes  | 53  | -   |
| 1994 | One on One          | -   | -   |
| 1997 | Natural Life        | -   | -   |
| 2001 | At Her Very Best    | 166 | -   |
| 2008 | Running Back to You | -   | -   |

### Single
| Rok  | Piosenka                                                  | UK | AUS | GER | NZ | U.S. |
| ---- | --------------------------------------------------------- | -- | --- | --- | -- | ---- |
| 1988 | "Doctorin' the House" (with Coldcut)                      | 6  | 45  | 11  | -  | -    |
| 1988 | "The Only Way Is Up" (as Yazz and the Plastic Population) | 1  | 2   | 3   | 1  | 96   |
| 1988 | "Stand Up for Your Love Rights"                           | 2  | 22  | 10  | 8  | -    |
| 1989 | "Fine Time"                                               | 9  | 56  | 32  | 18 | -    |
| 1989 | "Where Has All the Love Gone"                             | 16 | 90  | 40  | -  | -    |
| 1990 | "Treat Me Good"                                           | 20 | 100 | 55  | -  | -    |
| 1992 | "One True Woman"                                          | 60 | -   | -   | -  | -    |
| 1993 | "How Long" (with Aswad)                                   | 31 | -   | 52  | -  | -    |
| 1994 | "Have Mercy"                                              | 42 | -   | 86  | -  | -    |
| 1994 | "Everybody's Got to Learn Sometime"                       | 56 | -   | -   | -  | -    |
| 1996 | "Good Thing Going"                                        | 53 | -   | -   | -  | -    |
| 1997 | "Never Can Say Goodbye"                                   | 61 | -   | -   | -  | -    |
| 1998 | "Abandon Me"                                              | 79 | -   | -   | -  | -    |